# Бурмистров, Иван Алексеевич
Иван Алексеевич Бурмистров (27 июня 1903, Ставрополь-Кавказский — 28 августа 1962, Ставрополь) — советский командир-подводник. Первый из военных моряков, удостоенный звания «Герой Советского Союза» (1938). Капитан 1-го ранга (1940).

## Биография
Родился в семье торгового агента фарфоровой фабрики. Окончил церковно-приходскую школу при Евдокиевском храме. Из второго класса городского училища ушёл в связи с трудностями в семье.
С 1917 года работал на кожевенном заводе. Во время Гражданской войны состоял в частях особого назначения (ЧОН) с августа 1921 по май 1923 года, участвовал во многих операциях по ликвидации бандитизма на Северном Кавказе, был ранен в бою. Окончил Донскую областную партшколу (Ростов-на-Дону).
С октября 1923 года служил в РККФ; в том же году вступил в ВКП(б). Был зачислен в Балтийский флотский экипаж, через месяц переведён в Черноморский флотский экипаж.. С февраля 1924 года служил учеником кочегара на канонерской лодке «Красная Абхазия». В 1925 году окончил машинную школу учебного отряда Морских сил Чёрного моря и в мае 1925 года назначен инструктором в эту же машинную школу. В октябре 1927 года был уволен в запас.
В мае 1928 года повторно призван на флот и служил командиром кадрового взвода, затем помощником командира кадровой роты учебного отряда Морских сил Чёрного моря. С октября 1929 года учился на трёхгодичных параллельных классах при Военно-морском училище им. М. В. Фрунзе, которые окончил в 1932 году.
С декабря 1932 года служил в подводных силах Черноморского флота — помощник командира подводной лодки Д-6 «Якобинец», с апреля по ноябрь 1934 года — помощник командира подводной лодки «Л-4». 28 августа 1934 года в результате взрыва и пожара на подводной лодке «Л-4» сильно пострадал. Последствия полученных ожогов дыхательных путей и верхней части пищевода привели к дальнейшей неизлечимой болезни.
В 1935 году окончил курсы комсостава Учебного отряда подводного плавания имени С. М. Кирова. С июля 1935 года командовал подводной лодкой «А-2» Черноморского флота, которая в декабре 1935 года совершила двухнедельное автономное плавание, пройдя в надводном положении 1498,7 мили и 100,2 мили под водой, первой из черноморских подводных лодок вдвое превысив нормы автономного плавания. За этот поход Бурмистров был награждён наркомом обороны СССР К. Е. Ворошиловым именными золотыми часами.
Участвовал в гражданской войне в Испании с декабря 1936 года. Командовал испанскими подводными лодками «С-6» и «С-1»,  военно-морского флота республиканской Испании. В сентябре 1937 года вернулся в СССР и был назначен командиром 11-го дивизиона ПЛ Черноморского флота. Однако в октябре 1937 года по просьбе республиканского правительства вновь направлен в Испанию, откуда его послали в город Бордо (Франция) принять командование ремонтирующейся там испанской ПЛ «С-4». После завершения ремонта в апреле 1938 года провёл ходовые испытания, а затем привёл корабль в порт Картахена, проведя подводную лодку через блокированный противником Гибралтарский пролив (это был уже второй такой переход И. Бурмистрова).
Указом Президиума Верховного Совета СССР от 14 ноября 1938 года за мужество и героизм, проявленные при выполнении воинского и интернационального долга, капитану 3-го ранга Бурмистрову Ивану Алексеевичу присвоено звание Героя Советского Союза с вручением ордена Ленина. После учреждения в октябре 1939 года знака особого отличия ему была вручена медаль «Золотая Звезда» № 108.
После возвращения из Испании с августа 1938 года командовал 1-й бригадой подводных лодок Черноморского флота. С февраля 1941 года — командир отдельного дивизиона строящихся и ремонтирующихся подводных лодок в Николаеве. Участвовал в Великой Отечественной войне — руководил эвакуацией людей и грузов из Феодосии (и. о. старшего морского начальника в Феодосии в октябре — ноябре 1941 года), Ялты, Севастополя. Проходил свидетелем по делу о гибели теплохода «Армения».
С ноября 1941 по апрель 1942 года — старший морской начальник в Геленджике. В декабре 1941 года осуществлял разведывательные плавания на подлодке «Щ-201» в целях подготовки Керченско-Феодосийской десантной операции. Затем участвовал и в самом десанте. В апреле 1942 года был тяжело ранен.
В 1943—1944 годах учился в Военно-морской академии, по окончании её в марте 1945 года назначен командиром отдельного дивизиона строящихся подводных лодок Балтийского флота в Ленинграде. С марта 1946 года находился в распоряжении командующего Северо-Балтийским флотом. С июля 1946 года был старшим преподавателем кафедры тактики флота в Военно-морском училище им. М. В. Фрунзе, с октября 1947 года — Тихоокеанском высшем военно-морском училище, с февраля 1948 года — вновь в Военно-морском училище им. М. В. Фрунзе. В мае 1950 года вышел в отставку.
Жил в Ставрополе, с 1950 года работал директором кожевенного завода имени Трунова, уволился по состоянию здоровья, но продолжил заниматься общественной деятельностью. Был избран депутатом горсовета, работал научным сотрудником краеведческого музея.
Умер 28 августа 1962 года. Похоронен в Ставрополе на Даниловском кладбище.

### Семья
- Отец — Алексей Евдокимович Бурмистров, торговый агент Санкт-Петербургского Императорского фарфорового завода.
- Сестра Полина, брат Александр.
- Дети — Анатолий, Владимир; оба — военные моряки[2][8]. Владимир погиб в 1963 году на ракетной подводной лодке С-61 и был похоронен в Ставрополе рядом с отцом[9].

## Награды
- медаль «Золотая Звезда» Героя Советского Союза (14.11.1938)
- два ордена Ленина (14.11.1938; 20.06.1949)
- два ордена Красного Знамени (03.01.1937; 03.11.1944)
- медали
- Почётный гражданин Ставрополя (1984, посмертно).

## Память
- В 1963 году улица Заташлянская в Ставрополе названа именем И. А. Бурмистрова[2].
- На аллее Почётных граждан Ставрополя установлена памятная стела в честь И. А. Бурмистрова.
- В 1972 году у здания школы № 11 Ставрополя установлен памятник И. А. Бурмистрову[2][8].
- В 1987 году И. А. Бурмистрову посмертно присвоено звание Почётного гражданина города Ставрополя[10].
- С 2003 года имя И. А. Бурмистрова носит библиотека-музей Ставрополя[11].
- На доме, в котором жил И. А. Бурмистров, установлена мемориальная доска[8].
- В 1988 году в ГДР был спущен на воду рыболовный траулер «Иван Бурмистров».